# Кинг, Уильям Руфус
Уильям Руфус Дивэйн Кинг (англ. William Rufus DeVane King, 7 апреля 1786 — 18 апреля 1853) — американский политический и государственный деятель; член Демократической партии, вице-президент США в 1853 году.

## Биография
Кинг родился в 1786 году в округе Сампсон, Северная Каролина. В 1803 году он окончил Университет Северной Каролины в Чапел-Хилле и в 1806 году занялся адвокатской практикой в Клинтоне. С 1807 по 1809 год он был членом Палаты общин Северной Каролины, а в 1810 году служил городским юрисконсультом в Уилмингтоне. В период с 1811 по 1816 год Кинг трижды избирался в Палату представителей Конгресса США. После этого он отправился в Европу, где служил дипломатом в Неаполе, а затем в Санкт-Петербурге. Вернувшись в 1818 году в Соединённые Штаты, он стал рабовладельцем на крупной хлопковой плантации.
Кинг принял участие в конференции по организации системы власти штата Алабама. В 1819 году после образования штата он был избран сенатором от Алабамы, став представителем Демократическо-республиканской партии. Позднее он переизбирался в Сенат в 1822, 1828, 1834 и 1841 годах, а в Конгрессах 24-го и 27-го созывов занимал должность исполняющего обязанности председателя Сената. В период с 1844 по 1846 год Кинг являлся послом Соединённых Штатов во Франции.
В 1848 году он был вновь избран в Сенат. В ходе конфликта, возникшего в ходе обсуждения Компромисса 1850 года, Кинг выступил против отмены рабства в округе Колумбия и поддержал политику запрета прений по вопросу ликвидации рабства. В 1849—1850 годах был председателем Комитета сената по международным отношениям. С 1850 по 1852 год он вновь занимал пост исполняющего обязанности председателя Сената.
В 1852 году он был избран вице-президентом, однако из-за проблем со здоровьем присяга, состоявшаяся в марте 1853 года, была проведена на Кубе, где он в это время проходил лечение. В апреле Кинг вернулся на свою плантацию в Алабаме, где вскоре умер от туберкулёза. В должности вице-президента он пребывал всего 45 дней. Кинг был предан земле на своей плантации, однако в 1882 году был перезахоронен в Селме.